# British Touring Car Championship 1997

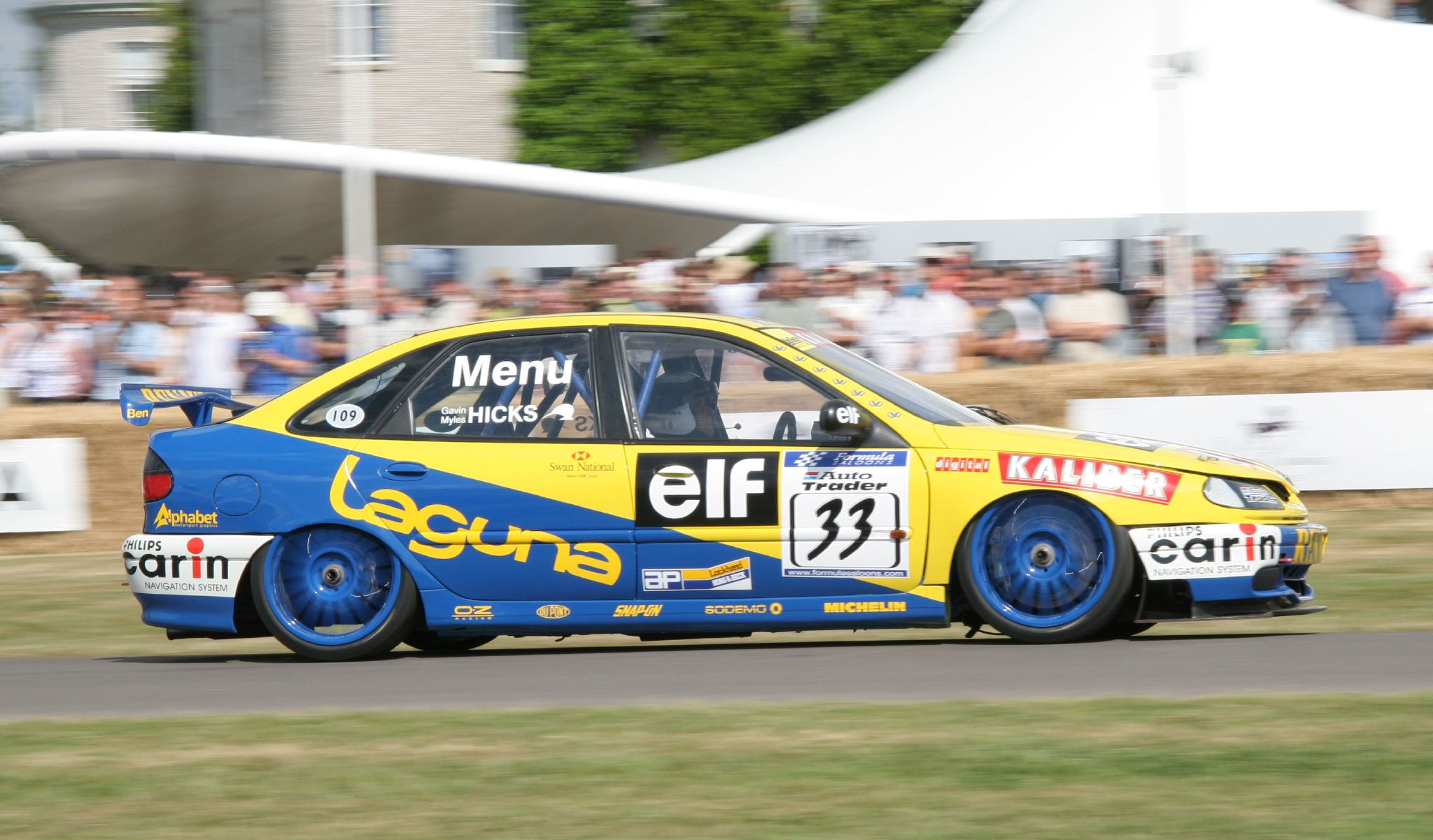
Alain Menus Renault Laguna från 1996. Observera att bilden är tagen under Goodwood Festival of Speed 2006.

Auto Trader RAC British Touring Car Championship  1997 var de 40:e säsongen av det brittiska standardvagnsmästerskapet, British Touring Car Championship. Säsongen bestod av 24 race, och dominerades av Alain Menu och Renault.

## Tävlingskalender
| Bana                            | Segrare (Race 1) | Märke   | Segrare (Race 2)  | Märke   |
| ------------------------------- | ---------------- | ------- | ----------------- | ------- |
| Donington Park                  | Alain Menu       | Renault | Alain Menu        | Renault |
| Silverstone Circuit             | Alain Menu       | Renault | Alain Menu        | Renault |
| Thruxton Circuit                | Frank Biela      | Audi    | Gabriele Tarquini | Honda   |
| Brands Hatch                    | Alain Menu       | Renault | James Thompson    | Honda   |
| Oulton Park                     | Alain Menu       | Renault | Alain Menu        | Renault |
| Donington Park                  | Frank Biela      | Audi    | Alain Menu        | Renault |
| Croft Circuit                   | Alain Menu       | Renault | Alain Menu        | Renault |
| Knockhill Racing Circuit        | John Bintcliffe  | Audi    | Frank Biela       | Audi    |
| Snetterton Motor Racing Circuit | Alain Menu       | Renault | Jason Plato       | Renault |
| Thruxton Circuit                | John Bintcliffe  | Audi    | Frank Biela       | Audi    |
| Brands Hatch                    | Frank Biela      | Audi    | Rickard Rydell    | Volvo   |
| Silverstone Circuit             | Alain Menu       | Renault | Jason Plato       | Renault |

## Slutställning
| Plats | Förare            | Märke   | Poäng |
| ----- | ----------------- | ------- | ----- |
| 1     | Alain Menu        | Renault | 281   |
| 2     | Frank Biela       | Audi    | 171   |
| 3     | Jason Plato       | Renault | 170   |
| 4     | Rickard Rydell    | Volvo   | 137   |
| 5     | James Thompson    | Honda   | 132   |
| 6     | Gabriele Tarquini | Honda   | 130   |
| 7     | John Bintcliffe   | Audi    | 119   |
| 8     | David Leslie      | Nissan  | 87    |
| 9     | Tim Harvey        | Peugeot | 66    |
| 10    | Kelvin Burt       | Volvo   | 60    |